# Държавен руски музей
Държавният руски музей (на руски: Государственный Русский музей, до 1917 г. Руски музей на император Александър III, на руски: Руский Музей Императора Александра III) е най-големият музей в света на руското изкуство.
Намира се в Санкт Петербург, в сградата на Михайловския дворец. Филиали на музея са Михайловският замък и Мраморният дворец, ведно с Михайловската и Лятната градина.
Пред и в двореца са снимани сцени от известния филм „Сибирският бръснар“ на руския кинорежисьор Никита Михалков.
Датата на основаване на международното дружество „Приятели на Руския музей“ е 19 март 1997 г. В момента дружеството се състои от 400 души, 85 фирми и организации. Дружеството „Приятели на Руския музей“ обединява онези, които оказват финансова, техническа и организационна помощ на музея. Настоятелството се ръководи от В.П. Евтушенков